# Wayne Knight
Wayne Elliot Knight (n. 7 august 1955, New York City, New York, SUA) este un actor american. Acesta este cunoscut pentru rolul lui Newman⁠(d) în Seinfeld (1992–1998) și rolul ofițerului de poliție Don Orville⁠(d) în A treia planetă de la Soare (1996–2001). De asemenea, a fost vocea personajelor Igor în Toonsylvania⁠(d) (1998–1999), Mr. Blik în Catscratch⁠(d) (2005–2007) și Baron Von Sheldgoose în Legend of the Three Caballeros⁠(d) (2018).
În filme, acesta l-a interpretat pe Dennis Nedry⁠(d) în Jurassic Park (1993), rol pentru care a fost nominalizat la Saturn Award pentru cel mai bun actor în rol secundar. De asemenea, l-a interpretat pe Pete „Piccolo” Dugan în Înviat din morți⁠(d) (1991), John Correli în Instinct primar (1992), Stan Podolak în Space Jam (1996) și Zach Mallozzi în Cursa nebunilor (2001). A fost vocea lui Tantor⁠(d) în Tarzan (1999) și The Elf Elder în Tom și Jerry: Dragonul pierdut (2014).

## Biografie
Wayne Elliot Knight s-a născut pe 7 august 1955 în New York într-o familie catolică. S-au mutat la Cartersville, Georgia⁠(d), unde tatăl său lucra în industria textilă⁠(d). Knight a urmat cursurile școlilor locale și a fost membru al echipei de fotbal a liceului. A urmat studiile la Universitatea din Georgia⁠(d), însă și-a încheiat studiile abia în 2008. 
Cu toate că era un student bun, Knight a abandonat studiile universitate pentru a-și continua cariera de actor. A completat un stagiu de practică la teatrul Barter⁠(d) din Abingdon, Virginia⁠(d). După încheierea stagiului, a devenit membru al companiei și a obținut un card de membru al Actors' Equity Association⁠(d). Ulterior, s-a mutat în New York și după doi ani a obținut primul său rol pe Broadway.
După o perioadă pe Broadway, a lucrat ca detectiv particular timp de cinci ani.

## Cariera
Knight a apărut în diverse filme produse la sfârșitul anilor 1980 și începutul anilor 1990, printre care Dans murdar⁠(d) (1987), Născut pe 4 iulie (1989), JFK (1991) și Instinct primar (1992). A fost primul actor din distribuția filmului Jurassic Park care a primit rolul, după ce regizorul Steven Spielberg a fost impresionat de interpretarea sa din Instinct primar.
A avut roluri în Înviat din morți, Pe viata și pe moarte⁠(d) și Space Jam. În anii 1990, acesta a obținut roluri secundare în două seriale de televiziune ale companiei NBC: l-a interpretat pe poștașul Newman, vecinul și dușmanul lui Jerry, în serialul Seinfeld și pe ofițerul de poliție Don Orville, iubitul lui Sally, în A treia planetă de la Soare. A avut un rol și în Against the Grain⁠(d). De asemenea, a avut un rol principal în două seriale de comedie sketch: The Edge⁠(d) și Assaulted Nuts⁠(d).
Knight a apărut pe Broadway în piesele de teatru Gemini⁠(d), Mastergate⁠(d), 'Art'⁠(d) și Sweet Charity⁠(d) cu Christina Applegate.
Knight a fost și actor de voce, având roluri în multe seriale de animație precum Mr. Blik în Catscratch, Igor în Toonsylvania, dragonul Dojo Kanojo Cho în Confruntarea Xiaolin, Împăratul Zurg⁠(d) în Buzz Lightyear of Star Command⁠(d), Al McWhiggin în Povestea jucăriilor 2, Tantor în Tarzan, Demetrius în Hercules și insecta Juju în Tak and the Power of Juju⁠(d). A avut roluri episodice în Negrele aventuri ale lui Billy și Mandry, Dilbert⁠(d) și Brandy și Dl. Mustăcilă.
În noiembrie 2009, Knight și-a reluat rolul personajului Newman pentru cel de-al șaptelea sezon din Larry David, inamicul public nr. 1⁠(d). De asemenea, a avut un rol episodic în CSI: Crime și Investigații.
Knight a jucat într-un episod al serialului dramatic Cititorii de oase⁠(d), în primul sezon al serialului de comedie Hot in Cleveland⁠(d) (2010) și într-un episod al The Whole Truth⁠(d). În vara lui 2011, a apărut în serialul BBC/Starz Torchwood: Miracle Day⁠(d) în rolul lui Brian Friedkin.
Knight a interpretat rolul lui Moș Crăciun în Elf: The Musical⁠(d) în noiembrie 2012.  În același an, a apărut în filmul She Wants Me⁠(d). În februarie 2014, Knight a apărut din nou în rolul personajul Newman, în timpul unei reclame difuzate la Super Bowl, alături de Jerry Seinfeld și Jason Alexander. În decembrie 2017, Knight a apărut într-o reclamă pentru KFC.

## Viața personală
Knight s-a căsătorit cu machiorul Paula Sutor pe 26 mai 1996 în cadrul unei ceremonii care a avut loc în casa lui Michael Richards, membru al distribuției serialului Seinfeld. Cei doi au divorțat în decembrie 2003. S-a căsătorit cu Clare de Chenu pe 15 octombrie 2006: Aceștia au împreună au un fiu, Liam.
Knight a fost prezent la Convenția Națională Democrată din 2012⁠(d).  Înaintea alegerilor prezidențiale din Statele Unite ale Americii din 2020, Knight a apărut într-o reclamă care examina „problemele etice” ale poștașilor  din Statele Unite și faptul că aceștia sunt ignorați de guvern. Reclama a fost în sprijinul Partidului Democrat.

## Filmografie

### Filme
| An   | Titlu                                                | Rol                                 | Note                                               |
| ---- | ---------------------------------------------------- | ----------------------------------- | -------------------------------------------------- |
| 1979 | The Wanderers                                        | Waiter                              | Necreditat                                         |
| 1987 | Dirty Dancing                                        | Stan                                |                                                    |
| 1988 | Everybody's All-American                             | Fraternity Pisser                   |                                                    |
| 1989 | Born on the Fourth of July                           | Official #2 – Democratic Convention |                                                    |
| 1991 | V.I. Warshawski                                      | Earl 'Bonehead' Smeissen            |                                                    |
| 1991 | Dead Again                                           | Pete 'Piccolo' Dugan                |                                                    |
| 1991 | JFK                                                  | Numa Bertel                         |                                                    |
| 1992 | Basic Instinct                                       | John Correli                        |                                                    |
| 1993 | Jurassic Park                                        | Dennis Nedry                        | Nominalizat—Saturn Award for Best Supporting Actor |
| 1995 | To Die For                                           | Ed Grant                            |                                                    |
| 1995 | Chameleon                                            | Stuart Langston                     |                                                    |
| 1996 | Space Jam                                            | Stan Podolak                        |                                                    |
| 1997 | Hercules                                             | Demetrius                           | Voce (rol cameo)                                   |
| 1997 | For Richer or Poorer                                 | Bob Lachmen                         |                                                    |
| 1998 | The Brave Little Toaster Goes to Mars                | Microwave                           | Voce, Direct to video                              |
| 1998 | Soundman                                             | Tim                                 | Voce                                               |
| 1999 | My Favorite Martian                                  | Zoot The Suit                       | Voce, necreditat                                   |
| 1999 | Pros & Cons                                          | Wayne                               |                                                    |
| 1999 | Tarzan                                               | Tantor (voce)                       |                                                    |
| 1999 | Toy Story 2                                          | Al McWhiggin (voce)                 |                                                    |
| 2000 | Buzz Lightyear of Star Command: The Adventure Begins | Zurg                                | Voce, Direct to video                              |
| 2001 | Rat Race                                             | Zach Mallozzi                       |                                                    |
| 2003 | Cheaper by the Dozen                                 | Electrician                         | Rol cameo necreditat                               |
| 2004 | Black Cloud                                          | Mr. Tipping                         |                                                    |
| 2005 | Dinotopia: Quest for the Ruby Sunstone               | Thudd                               | Voce                                               |
| 2007 | Forfeit                                              | Bob                                 |                                                    |
| 2008 | Kung Fu Panda                                        | Gang Boss                           | Voce, rol cameo                                    |
| 2008 | Scooby-Doo! and the Goblin King                      | The Amazing Krudsky                 | Voce, Direct to video                              |
| 2008 | Punisher: War Zone                                   | Linus Lieberman / Microchip         |                                                    |
| 2012 | She Wants Me                                         | Walter Baum                         |                                                    |
| 2012 | Excuse Me for Living                                 | Albert                              |                                                    |
| 2014 | Tom and Jerry: The Lost Dragon                       | The Elf Elder                       | Voce, Direct to video                              |
| 2016 | Kung Fu Panda 3                                      | Big Fun / Hom-Lee                   | Voce                                               |
| 2016 | Hail, Caesar!                                        | Lurking Extra #1                    |                                                    |
| 2018 | Blindspotting                                        | Patrick                             |                                                    |
| 2020 | The Very Excellent Mr. Dundee                        | Wayne                               |                                                    |
| 2021 | 12 Mighty Orphans                                    | Frank Wynn                          |                                                    |
| 2021 | Back to the Outback                                  | Phil (voce)                         |                                                    |

### Seriale
| An        | Titlu                                    | Rol                                                      | Note |
| --------- | ---------------------------------------- | -------------------------------------------------------- | --- |
| 1982      | For Lovers Only                          | Video Game Fanatic                                       | TV film Necreditat |
| 1983      | The Day After                            | Man In Hospital                                          | TV film |
| 1984      | The Burning Bed                          | Juror                                                    | TV film Necreditat |
| 1985      | Assaulted Nuts                           | Various                                                  | Rol principal (7 episoade) |
| 1988      | Tattingers                               | Kenny Axelrod                                            | 2 episoade |
| 1990      | Mathnet                                  | Peter Pickwick                                           | Episodul: "The Case of the Parking Meter Massacre"                                                                            |
| 1990      | Square One TV                            | Peter Pickwick                                           | 3 episoade |
| 1992–1998 | Seinfeld                                 | Newman                                                   | Rol secundar Nominalizat—Q Award for Best Recurring Player (1998)                                                             |
| 1992      | Double Edge                              | Tommy White                                              | TV film |
| 1992–1993 | The Edge                                 | Various Characters                                       | Rol principal |
| 1992      | T Bone N Weasel                          | Roy Kramp                                                | TV film |
| 1993      | Fallen Angels                            | Leo Cunningham                                           | Episodul: "Dead End Delia" |
| 1993      | Against the Grain                        | 'Froggy' Wilson                                          | Episodul: "Pilot" |
| 1993–1994 | The Second Half                          | Robert Piccolo                                           | Rol principal |
| 1994      | Golden Gate                              | Arthur Genopopoulos                                      | TV film |
| 1996–2001 | 3rd Rock from the Sun                    | Don Orville                                              | Rol principal Nominalizat—Screen Actors Guild Award for Outstanding Performance by an Ensemble in a Comedy Series (1998–1999) |
| 1997      | Contempt of Court                        | Merill Bushman                                           | TV film |
| 1998      | Hercules                                 | Orthos (ponytail head)                                   | Voce, 2 episade |
| 1998      | Toonsylvania                             | Igor                                                     | Voce, rol principal |
| 2000      | Dilbert                                  | The Security Guard                                       | Voce, Episodul: "The Security Guard"                                                                                          |
| 2000–2001 | Buzz Lightyear of Star Command           | Zurg                                                     | Voce, rol principal |
| 2001      | That '70s Show                           | The Angel                                                | Episodul: "It's a Wonderful Life"                                                                                             |
| 2001      | Bleacher Bums                            | Zig                                                      | TV film |
| 2002      | Becker                                   | Wally                                                    | Episodul: "Picture Imperfect"                                                                                                 |
| 2002      | Master Spy: The Robert Hanssen Story     | Walter Ballou                                            | TV film |
| 2003      | The Twilight Zone                        | Nick Dark                                                | Episodul: "How Much Do You Love Your Kid?"                                                                                    |
| 2003–2006 | Xiaolin Showdown                         | Dojo                                                     | Voce, Rol principal |
| 2003      | Gary the Rat                             | Gary's Rival                                             | Voce, Episodul: "The Reunion"                                                                                                 |
| 2003      | The Grim Adventures of Billy & Mandy     | Jack O'Lantern                                           | Voce, Episodul: "Billy & Mandy's Jacked-Up Halloween"                                                                         |
| 2004      | I'm with Her                             | Kevin                                                    | Episodul: "Friends in Low Places"                                                                                             |
| 2004      | The Drew Carey Show                      | Owen                                                     | Episodul: "Liar Liar House on Fire"                                                                                           |
| 2004      | Listen Up!                               | Buddy                                                    | Episodul: "Sweet Charity" |
| 2005–2007 | Catscratch                               | Mr. Blik / Blik Robot / Chicken Harold / Donkey / Granny | Voce, Rol principal |
| 2005      | Justice League Unlimited                 | Abnegazar                                                | Voce, Episodul: "The Balance"                                                                                                 |
| 2006      | CSI: NY                                  | Truman Bosch                                             | Episodul: "Fare Game" |
| 2006      | Brandy & Mr. Whiskers                    | Mr. Cantarius                                            | Voce, Episodul: "You've Got Snail"                                                                                            |
| 2006      | How I Met Your Mother                    | Lily's Landlord                                          | Voce, necreditat, Episodul: "How Lily Stole Christmas"                                                                        |
| 2007      | Tak and the Power of Juju                | Bug Juju                                                 | Voce, Episodul: "Our Favorite Juju"                                                                                           |
| 2009–2012 | The Penguins of Madagascar               | Max The Cat                                              | Voce, 3 episoade |
| 2009      | WordGirl                                 | Police Commissioner Watson                               | Voce, Episodul: "The Wrong Side of the Law"                                                                                   |
| 2009      | Woke Up Dead                             | Andrew Batten                                            | Rol principal |
| 2009      | CSI: Crime Scene Investigation           | Mr. Terrence Lombard                                     | Episodul: "Working Stiffs" |
| 2009      | Nip/Tuck                                 | Don Hoberman                                             | Episodul: "Don Hoberman" |
| 2009–2011 | The Super Hero Squad Show                | Elihas Starr / Egghead                                   | Voce, 3 episoade |
| 2009      | Curb Your Enthusiasm                     | Himself                                                  | Necreditat Episodul: "The Table Read"                                                                                         |
| 2010–2011 | Hot in Cleveland                         | Rick                                                     | Rol secundar |
| 2010      | The Good Guys                            | Perry Black                                              | Episodul: "Little Things" |
| 2010      | The Whole Truth                          | Judge Mark Hulverson                                     | Episodul: "Uncanny" |
| 2010      | Bones                                    | Jimmy Walpert III                                        | Episodul: "The Babe in the Bar"                                                                                               |
| 2011      | Torchwood                                | Brian Friedkin                                           | 3 episoade |
| 2011–2012 | Kung Fu Panda: Legends of Awesomeness    | Jong / Jong's Son                                        | Voce, 2 episoade |
| 2011–2015 | The Exes                                 | Haskell Lutz                                             | Rol principal |
| 2012      | Green Lantern: The Animated Series       | Captain Goray                                            | Voce, Episodul: "Into the Abyss"                                                                                              |
| 2012      | Pound Puppies                            | Ralphie / Construction Worker #1                         | Voce, Episodul: "Good Dog, McLeish!"                                                                                          |
| 2013      | Regular Show                             | Guardian of The Friend Zone / God of Street Performing   | Voce, 2 episoade |
| 2013      | American Dad!                            | Overweight Customer Whose Pants Are Caught on Fire       | Voce, necreditat, Episodul: "Naked to the Limit, One More Time"                                                               |
| 2014      | Comedians in Cars Getting Coffee         | Newman                                                   | Episodul: "The Over-Cheer" |
| 2014      | Unforgettable                            | Dr. Theodore Blumer                                      | Episodul: "East of Islip" |
| 2015      | Sirens                                   | Richard                                                  | Episodul: "Sub-Primal Fears"                                                                                                  |
| 2015      | TripTank                                 | Greg / Customer                                          | Voce, 2 episoade |
| 2015      | Doc McStuffins                           | Viewy Stewie                                             | Voce, Episodul: "Fully Focused"                                                                                               |
| 2016      | Home: Adventures with Tip & Oh           | Boovius                                                  | Voce, Episodul: "The Gray Matter"                                                                                             |
| 2016      | StartUp                                  | Benny Blush                                              | 3 episoade |
| 2017      | Still the King                           | Dan                                                      | Episodul: "Still Still the King"                                                                                              |
| 2017      | Narcos                                   | Alan Starkman                                            | 2 episoade |
| 2017      | The Young and the Restless               | Irv                                                      | 2 episoade |
| 2017      | Stretch Armstrong and the Flex Fighters  | Brick                                                    | Voce, 2 episoade |
| 2018      | Law & Order: Special Victims Unit        | Grigor                                                   | Episodul: "Service" |
| 2018      | Legend of the Three Caballeros           | Baron Von Sheldgoose / Shieldgoose Ancestors             | Voce, rol principal |
| 2018      | The Truth About the Harry Quebert Affair | Benjamin Roth                                            | Rol principal |
| 2019–20   | Harley Quinn                             | Oswald Cobblepot / Penguin                               | Voce, 2 episoade |
| 2019      | Robot Chicken                            | Nutsy Goldberg                                           | Voce, Episodul: "Robot Chicken's Santa's Dead (Spoiler Alert) Holiday Murder Thing Special"                                   |
| 2020      | Infinity Train                           | Marcel                                                   | Voce, Episodul: "The Map Car"                                                                                                 |
| 2021      | Amphibia                                 | Ned                                                      | Voce, Episodul: "Thai Feud/Adventures in Catsitting"                                                                          |